# راز دگان
راز دگان (به انگلیسی: Raz Degan) (به عبری: רז דגן) (زادهٔ ۲۵ آگوست ۱۹۶۸) بازیگر و مدل مرد اسرائیلی است، مشهورترین نقش او بازی در نقش شاهنشاه ایران ، داریوش سوم در فیلم الکساندر است.

## بیوگرافی
راز دگان در آگوست ۱۹۶۸ در کیبوتص سدی نهمیا Sde Nehemia (واقع در اسرائیل) دیده به جهان گشود، او یک اسرائیلی یهودی است، او پس از سه سال خدمت سربازی در ارتش اسرائیل در سن ۲۱ سالگی به جهانگردی مشغول شد، از جمله مکان‌هایی که او رفته می‌توان به تایلند، استرالیا، آمریکا، فرانسه و ایتالیا است، او فعالیت بازیگری خود را نخستین بار در سال ۱۹۹۴ با بازی در فیلم ساخته شده بدست رابرت آلتمن، پرت یک پورتر (Pret a Porter) آغاز کرد و فعالیت بازیگری‌اش همچنان ادامه دارد، او از سال ۲۰۰۲ تا ۲۰۱۰ با هنرپیشهٔ تلویزیونی ایتالیایی رابطهٔ عاشقانه داشت.